# Staffelsee-Inventar
Das Staffelsee-Inventar ist eine mittelalterliche Quelle, die die Ausstattung eines Hofes auf der Insel Wörth im Staffelsee beschreibt. Es wurde 810 aufgezeichnet und ist in einem Konvolut mit anderen karolingerzeitlichen Schriften überliefert.
Detailliert wird das Inventar eines Herrenhofs des Klosters Staffelsee aufgeführt, darunter Viehbestand, Gebäude, Kirchenschatz und Bibliothek.